# Agence de renseignement du Kosovo
Pour les articles homonymes, voir KIA.
 (septembre 2014).
Si vous disposez d'ouvrages ou d'articles de référence ou si vous connaissez des sites web de qualité traitant du thème abordé ici, merci de compléter l'article en donnant les références utiles à sa vérifiabilité et en les liant à la section « Notes et références ».
L’Agence de renseignement du Kosovo (albanais : Agjencia Kosovare e Inteligjencës ; serbe : Obaveštajna Agencija Kosova) est le service de renseignement du Kosovo. Il a été fondé le 4 février 2009. Son siège est à Pristina. Sa création a été retardée depuis 2008 car les partenaires de la coalition étaient en désaccord quant à la nomination de son directeur. Le 4 février 2009, le président Fatmir Sejdiu et le Premier ministre Hashim Thaçi ont présenté le premier directeur du service de renseignement kosovar, Bashkim Smakaj.

## Tâche
L'Agence de renseignement du Kosovo est un service de renseignement civil. Ses tâches comprennent le recueil des informations, le contre-espionnage, la lutte contre le terrorisme ainsi que la lutte contre le trafic de stupéfiants et le crime organisé. 